# 安凝乡
安凝乡，是中华人民共和国湖南省常德市安乡县下辖的一个乡镇级行政单位。

## 简介

### 地理位置
安凝乡位于安乡县西北部，淞澧水交汇处，辖15个行政村，一个居委会，人口2.5万。

### 行政区划
安凝乡下辖以下地区：
张九台社区、新兴堡村、夹洲村、东堤村、小港村、姚家村、东安村、团洲村、望槐村、保凝湖村、天福村、重阳庙村、新豇村、自治局村、双同村和亿中村。
2015年，安乡县乡镇区划调整，将安福、安凝2个乡和焦圻镇成建制合并设立大湖口镇